# Dypsis andapae
Dypsis andapae – gatunek roślin z rzędu arekowców (Arecales). 
Występuje endemicznie na Madagaskarze, w prowincjach Antsiranana oraz Mahajanga. Można go spotkać między innymi w Parku Narodowym Marojejy. Znane są tylko 2-5 jego naturalne stanowiska.
Rośnie w bioklimacie wilgotnym i średniowilgotnym. Występuje na wysokości 500–1500 m n.p.m.